# Clair Bee Coach of the Year Award
El Clair Bee Coach of the Year Award es un galardón que premia al entrenador en activo de la División I de la NCAA que más contribuciones significativas haya aportado al deporte del baloncesto durante el año precedente. El ganador debe reflejar el carácter y cualidades profesionales de Clair Bee, entrenador miembro del Hall of Fame, que muchos consideran como el mejor entrenador de baloncesto técnico en la historia, y un hombre que se preocupaba mucho por el bienestar de sus jugadores. Fueron creados en 1996 como una forma de promover el carácter positivo en el deporte del baloncesto, un juego sobre el que el legendario Bee tuvo un gran impacto como entrenador, administrador, innovador y maestro.

## Ganadores
| Temporada | Entrenador      | Universidad      |
| --------- | --------------- | ---------------- |
| 1996–97   | Clem Haskins    | Minnesota        |
| 1997–98   | Jim Phelan      | Mount St. Mary's |
| 1998–99   | Jim O'Brien     | Ohio State       |
| 1999–00   | Jim Boeheim     | Syracuse         |
| 2000–01   | Lute Olson      | Arizona          |
| 2001–02   | Bob Knight      | Texas Tech       |
| 2002–03   | Tom Crean       | Marquette        |
| 2003–04   | Mike Krzyzewski | Duke             |
| 2004–05   | Tom Izzo        | Michigan State   |
| 2005–06   | Jim Larranaga   | George Mason     |
| 2006–07   | Bo Ryan         | Wisconsin        |
| 2007–08   | Bob McKillop    | Davidson         |
| 2008–09   | Mike Anderson   | Missouri         |
| 2009–10   | Steve Donahue   | Cornell          |
| 2010–11   | Brad Stevens    | Butler           |